# Kraftfahrzeugsteuer (Österreich)
Die Kraftfahrzeugsteuer in Österreich ist Bestandteil der Besteuerung von Kraftfahrzeugen. Bis Mai 1993 wurden alle Kraftfahrzeuge nach dem Kraftfahrzeugsteuergesetz 1952 und den Vorläufergesetzen mit fixen Steuersätzen gestaffelt besteuert: Krafträder sowie Personen- und Kombinationskraftwagen nach Hubraum, Lastkraftwagen nach Nutzlast und Omnibusse und andere Kraftfahrzeuge nach Eigengewicht. Dieses System der Staffelung, Entrichtung im Voraus und Nachweis mit Steuerkarten lässt sich auch für Österreich zumindest bis 1938 zurückverfolgen. Die Entrichtung der Steuer mittels auf die Steuerkarten aufgeklebter Stempelmarken wurde mit Juli 1953 eingeführt.
Seit der Änderung des Systems der Kraftfahrzeugsteuer mit Mai 1993 wurde die Besteuerung für Krafträder sowie Personen- und Kombinationskraftwagen, für die eine Kraftfahrzeug-Haftpflichtversicherung entsprechend § 6 Abs. 3 Versicherungssteuergesetz 1953 besteht, als motorbezogene Versicherungssteuer auf die allgemeine Versicherungssteuer progressiv aufgeschlagen. Für alle anderen Kraftfahrzeuggruppen wurden mit dem Kraftfahrzeugsteuergesetz 1992 und seinen Novellierungen die Steuersätze für Kraftfahrzeuge über 3,5 Tonnen abhängig von der höchsten zulässigen Gesamtmasse gestaffelt. Kraftfahrzeuge unter 3,5 Tonnen, die nicht der motorbezogenen Versicherungssteuer unterliegen, werden ähnlich dieser auch nach Kraftfahrzeugsteuergesetz besteuert.
Eine weitere Form der Besteuerung von Kraftfahrzeugen, die jedoch keine Kraftfahrzeugsteuer ist, stellt die Normverbrauchsabgabe (amtliche Abkürzung: NoVA; geregelt im Normverbrauchsabgabegesetz 1991) als eine Art Sondersteuer beim Neukauf von Kraftfahrzeugen bestimmter Fahrzeuggruppen dar.

## Kraftfahrzeugsteuer ab 1993
Mit Einführung des Kraftfahrzeugsteuergesetz 1992 (KfzStG 1992) zum 1. Mai 1993 wurde das System der Besteuerung für Kraftfahrzeuge geändert. Ziel war einerseits eine Verwaltungsvereinfachung und die Abschaffung des Steuermarkenklebens zu erreichen. Andererseits sah der Gesetzgeber die Staffelung der Kraftfahrzeugsteuer nach Hubraum für überholt an. Es wurde dazu damals das Argument der aufkommenden Turboverdichtung mit mehr Leistung bei gleichem Hubraum ins Treffen geführt.
Bei der für die laufenden Besteuerung von Krafträdern, Personen- und Kombikraftwagen zur Anwendung kommenden motorbezogenen Versicherungssteuer wird seit 1993 als Erhöhung der Versicherungssteuer gemeinsam mit der Kfz-Haftpflichtversicherungsprämie eingehoben. Es handelt sich dabei nicht mehr um eine periodisch zu entrichtende Kraftfahrzeugsteuer im engeren Sinn.
Für die anderen Kraftfahrzeuge, die nicht der Fahrzeuggruppen der Krafträder, Personen- und Kombikraftwagen angehören, wurde das System der Bemessung der Kraftfahrzeugsteuer auf Basis von Fahrzeugmassen an sich beibehalten. Statt jedoch früher je nach Fahrzeugart nach höchstem zulässigem Eigengewicht bzw. höchster zulässiger Nutzlast die Kfz-Steuer zu bemessen, wurde das System auf das höchste zulässige Gesamtgewicht umgestellt.

### Betroffene Fahrzeuge
Grundsätzlich sind nur folgende, im Inland zugelassene Fahrzeuge betroffen:
- Kraftfahrzeuge mit einem höchsten zulässigen Gesamtgewicht von mehr als 3,5 Tonnen.
- Anhänger mit einem höchsten zulässigen Gesamtgewicht von mehr als 3,5 Tonnen
- Zugmaschinen und Motorkarren.
- Kraftfahrzeuge, bei denen eine im § 59 Abs. 2 Kraftfahrgesetz angeführte Institution der Zulassungsbesitzer ist (das sind im Wesentlichen der Bund, die Länder, Gemeindeverbände) und für die keine Haftpflichtversicherung besteht.
- Außerdem besteht eine Kraftfahrzeugsteuerpflicht für Kraftfahrzeuge und Anhänger, die ohne die kraftfahrrechtlich erforderliche Zulassung verwendet werden (widerrechtliche Verwendung).

#### Ausnahmen von der Steuerpflicht
- Kraftfahrzeuge, die für den Bund oder eine andere Gebietskörperschaft zugelassen und zur Verwendung im Bereich des öffentlichen Sicherheitsdienstes, der Zollwache oder der Justizwache bestimmt sind, sowie Heeresfahrzeuge;
- Kraftfahrzeuge, die ausschließlich oder vorwiegend für die Feuerwehr, für den Rettungsdienst oder als Krankenwagen bestimmt sind (für die Inanspruchnahme der Befreiung ist in erster Linie die Eintragung in der Zulassungsbescheinigung maßgebend, auch der Bescheid über die Verwendung eines Blaulichtes - § 20 Abs. 5 KFG - kann als Beweis dienen; vgl. SWK 1996, 160);
- Kraftfahrzeuge, die mit Probefahrtkennzeichen oder mit Überstellungskennzeichen benützt werden;
- Omnibusse sowie Kraftfahrzeuge, die ausschließlich oder vorwiegend im Mietwagen oder Taxigewerbe verwendet werden;
- Invalidenkraftfahrzeuge;
- Krafträder, deren Hubraum 100 Kubikzentimeter nicht übersteigt;
- Zugmaschinen und Motorkarren, die ausschließlich oder vorwiegend in land- und forstwirtschaftlichen Betrieben verwendet werden und ausschließlich von jenen gezogene Anhänger;
- kraftfahrrechtlich als selbstfahrende Arbeitsmaschine und als Anhänger-Arbeitsmaschine genehmigte Fahrzeuge;
- Kraftfahrzeuge, die ausschließlich elektrisch angetrieben werden;
- Kraftfahrzeuge, für die der Zulassungsschein und die Kennzeichentafeln bei der zuständigen Behörde hinterlegt werden,
  - bei Fahrzeugen, deren höchstes zulässiges Gesamtgewicht mehr als 3,5 Tonnen beträgt, für einen Zeitraum von mindestens zehn Tagen,
  - bei anderen Fahrzeugen für einen Zeitraum von mindestens 45 Tagen;
- Kraftfahrzeuge von Personen, denen eine Steuerbefreiung auf Grund von Staatsverträgen, Gegenseitigkeitserklärungen oder sonst nach den Grundsätzen des zwischenstaatlichen Steuerrechtes zukommt oder auf Grund tatsächlich gewährter Gegenseitigkeit zuerkannt wird;
- Kraftfahrzeuge, die für Körperbehinderte zugelassen sind und von diesen infolge körperlicher Schädigung zur persönlichen Fortbewegung verwendet werden müssen,
- Anhänger, die für die Beförderung von Schienenfahrzeugen auf der Straße eingerichtet sind und ausschließlich dafür verwendet werden;
- in einem inländischen Zulassungsverfahren zugelassene Kraftfahrzeuge mit einem höchsten zulässigen Gesamtgewicht von mehr als 3,5 Tonnen in dem Kalendermonat, in welchem diese ausschließlich im Vor- und Nachlaufverkehr zum kombinierten Verkehr Straße/Schiene für die Zustellung und Abholung von Containern von mindestens 20 Fuß Länge, von auswechselbaren Aufbauten oder von bahnbeförderten Anhängern verwendet werden. Ein Vor- oder Nachlaufverkehr liegt nur dann vor, wenn der von der Be- oder Entladestelle nächstgelegene, technisch geeignete inländische Ver- oder Entladebahnhof benützt wird.

### Höhe der monatlichen Steuer
Ab 1. Jänner 2011 wurde die Kfz-Steuer für jede angefangene Tonne höchstes zulässiges Gesamtgewicht pro Monat wie folgt gesenkt:
- Fahrzeuge mit einem höchsten zulässigen Gesamtgewicht bis zu 12 Tonnen:

1,55 EUR (bisher: 2,54 EUR), mindestens 15 EUR (bisher: 21,80 EUR)
- Fahrzeuge mit einem höchsten zulässigen Gesamtgewicht von mehr als 12 Tonnen bis zu 18 Tonnen:

1,70 EUR (bisher: 2,72 EUR)
- Fahrzeuge mit einem höchsten zulässigen Gesamtgewicht von mehr als 18 Tonnen:

1,90 EUR (bisher: 3,08 EUR), höchstens 80 EUR (bisher: 123,40 EUR), bei Anhängern höchstens 66 EUR (bisher: 98,72 EUR)

#### Ermäßigung der Steuer
- Für Fahrzeuge, die im Rahmen des kombinierten Verkehrs verwendet werden, und Anhänger, welche die Zahl der Zugfahrzeuge des Abgabepflichten übersteigen, gibt es Ermäßigungen.
- PKW und Kombi
  - (Motorleistung in kW –24) ×0,6 = Betrag in Euro; mindestens jedoch 6 EUR. 20 % Zuschlag bei Fahrzeugen mit Fremdzündungsmotor ohne Katalysator.
- Andere Fahrzeuge als PKW und Kombi, deren höchstes zulässiges Gesamtgewicht bis 3,5 Tonnen beträgt
  - (Motorleistung in kW –24) ×0,6 = Betrag in Euro; mindestens jedoch 6 EUR; höchstens 66 EUR.
- Krafträder
  - 0,0242 EUR je cm³ Hubraum

## Kraftfahrzeugsteuer 1952 bis 1993
Die Kfz-Steuer wurde bis 30. April 1993 gestaffelt nach dem Hubraum bzw. nach Eigengewicht und Nutzlast eingehoben. Die rechtliche Grundlage dafür war das Kraftfahrzeugsteuergesetz 1952.

### Entrichtung der Steuer

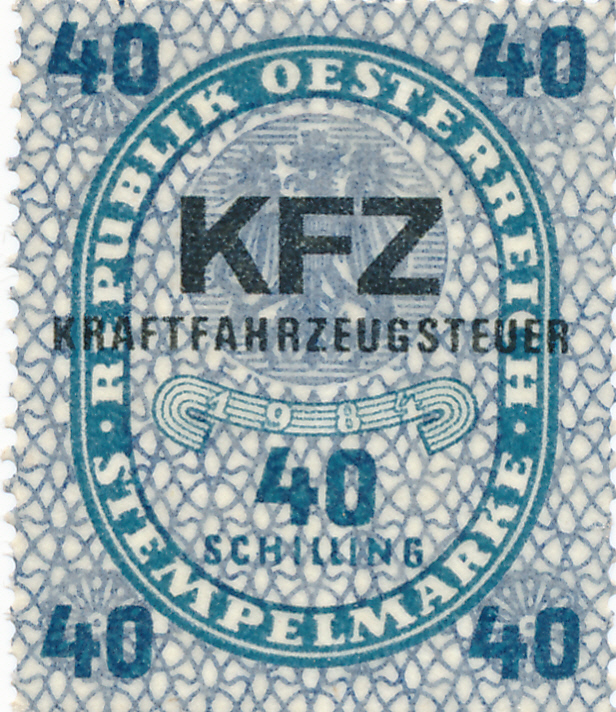
KFZ-Stempelmarke für die Kraftfahrzeugsteuer (1984)

Der Steuerzeitraum dauerte vom 1. Oktober bis zum 30. September des folgenden Kalenderjahres. Für jeden Steuerzeitraum hatte der Steuerpflichtige eine Kraftfahrzeugsteuerkarte, deren Form vom Bundesministerium für Finanzen bestimmt wurde, auszustellen.
Die Kraftfahrzeugsteuer war monatlich im Voraus durch Aufkleben von Stempelmarken auf der Kraftfahrzeugsteuerkarte zu entrichten, die als Vordruck vom Bundesministerium für Finanzen in dieser Form festgelegt wurde. Verkaufsstellen für die Stempelmarken waren die Tabaktrafiken in Österreich. Vorerst waren die Stempelmarken für alle Abgaben einheitlich. Man musste mehrere (max. drei) Marken pro Monat kleben um seine Steuer genau entrichten zu können.
Ab Oktober 1973 durften nur mehr Kfz-Stempelmarken verwendet werden, die mit dem Aufdruck „KFZ KRAFTFAHRZEUGSTEUER“ (siehe Bild) produziert wurden. Damit gab es je Steuerklasse eine Marke und die Steuerkarte konnte kleiner ausgeführt werden.
Folgende Werte wurden ausgegeben:
- 1973: 50 Groschen, 1/2/5/10/15/20/25/37/42/50/60/68/100 Schilling[3]
- 1976: 1/3/5/10/20/50/55/60/65/68/75/90/120/200/300 Schilling[4]
- 1981: 5/10/20/50/55/60/65/75/90/120/150/200/225/300[5]
- 1984: 10/20/40/50/60/90/120/180/225/240/300/360/450/500 Schilling[6]

Die Steuerkarte musste immer im Fahrzeug mitgeführt werden. Die vollgeklebten Steuerkarten mussten binnen eines Monats beim zuständigen Finanzamt abgegeben werden. Durch die Herausgabe von eigenen Kfz-Stempelmarken konnte die Steuerkarten in den Finanzämtern schneller kontrolliert werden, weil immer nur eine Stempelmarke pro Monat geklebt wurde.
Große Unternehmen konnten die Kfz-Steuer zentral für alle Fahrzeuge entrichten, diese hatten nur eine entsprechende Bestätigung an Bord. Nicht allen ermächtigten Kontrollorganen war diese Regelung bekannt, weshalb fimenangehörige Fahrzeuglenker angewiesen wurden keine Einwände gegen eine Anzeige wegen Nichtmitführens der Kfz-Steuerkarte zu machen.

### Steuersätze

#### PKW und Krafträder
Die Steuersätze für Personenkraftwagen und Kombinationskraftwagen, sowie für Krafträder waren nach Hubraum gestaffelt, so dass viele Fahrzeughersteller danach trachteten, den Hubraum der Fahrzeuge knapp unter dem Grenzwert der nächsthöheren Steuerklasse anzusiedeln. So kam es, dass viele Fahrzeugmotoren einen Hubraum von beispielsweise 1498 cm³ hatten, da mit 1500 cm³ ein größerer Sprung bei der Höhe der Steuer eintrat. Fahrzeuge mit Dieselmotor waren um eine Stufe tiefer eingereiht.

##### Alte Steuersätze für Personenkraftwagen (auszugsweise)
Die erste Festsetzung von Kfz-Steuersätzen nach dem Zweiten Weltkrieg war ab 1. April 1948 gültig.

Die Jahressteuer betrug für je angefangene 200 kg Eigengewicht
- von dem Eigengewicht bis 2400 kg: 30 Schilling,
- von dem Eigengewicht über 2400 kg: 10 Schilling,

zuzüglich jeweils 5 % „Aufbauzuschlag“ bis Jahresende 1950.
| Hubraum       | bis Bj. 1941 | ab Bj. 1942 |
| ------------- | ------------ | ----------- |
| bis 1000 cm³  | 300          | 300         |
| bis 1250 cm³  | 336          | 336         |
| bis 1500 cm³  | 396          | 396         |
| bis 2000 cm³  | 480          | 480         |
| bis 2500 cm³  | 540          | 540         |
| bis 3000 cm³  | 600          | 2400        |
| bis 3500 cm³  | 600          | 3000        |
| bis 4000 cm³  | 600          | 3600        |
| bis 5000 cm³  | 720          | 4800        |
| über 5000 cm³ | 720          | 5400        |

Die Steuer war im Voraus für ein Jahr zu entrichten, auf Antrag wurde in Ausnahmefällen die Entrichtung in Halbjahres- oder Vierteljahresbeträgen gestattet – mit einer Erhöhung von sechs Schilling für jeden Teilbetrag.
Der Steuersatz für die kleinste Pkw-Klasse betrug bis Oktober 1977 55 Schilling, danach 60 öS. Bei allen größeren Hubraumklassen fielen die Steuersatzerhöhungen größer aus.
Ab 1. Oktober 1977 galten neue Steuersätze:
| Hubraum       | ab Okt. 1977 | ab Jän. 1984* |
| ------------- | ------------ | ------------- |
| bis 1000 cm³  | 660          | 720           |
| bis 1250 cm³  | 780          | 1080          |
| bis 1500 cm³  | 900          | 1440          |
| bis 1750 cm³  | 1440         | 2160          |
| bis 2000 cm³  | 1440         | 2700          |
| bis 2500 cm³  | 2448         | 4320          |
| bis 3000 cm³  | 3600         | 5400          |
| bis 3500 cm³  | 4500         | 7200          |
| bis 4000 cm³  | 5400         | 9600          |
| bis 5000 cm³  | 7200         | 12600         |
| über 5000 cm³ | 8100         | 12600         |

* Hat für ein Kfz die Steuerpflicht bereits für 36 Monate vor dem 30. September 1981 bestanden, ermäßigte sich die Jahressteuer um ein Drittel. Kfz mit Dieselmotoren waren eine Stufe niedriger eingeordnet.

##### Motorbezogene Versicherungssteuer
Ab Mai 1993 wurde die Steuerberechnung und -entrichtung völlig umgestellt:
- Der Steuersatz wird seither „je Kilowatt der um 24 Kilowatt verringerten Motorleistung“ berechnet und betrug ab Mai 1993 5,50 öS, mindestens jedoch 55 öS.
- Für Fahrzeuge, welche nicht mit bestimmten Abgaswerten[11] betrieben wurden, wurde der Steuersatz ab 1995 um 20 % erhöht.
- Die Steuer wird nun von den Versicherungen zusammen mit der Haftpflichtversicherung eingehoben und an die Finanzämter abgeliefert, der Name lautet seither „motorbezogene Versicherungssteuer“.
- Die Steuer ermäßigt sich, wenn das Versicherungsentgelt
  - vierteljährlich zu entrichten ist, auf 5,40 öS (Mindeststeuer 54 öS);
  - halbjährlich zu entrichten ist, auf 5,30 öS (Mindeststeuer 53 öS);
  - jährlich zu entrichten ist, auf 5,00 öS (Mindeststeuer 50 öS).
- Es wird wie bei den Kfz-Stempelmarken jedes angefangene Monat als volles Monat gerechnet.

Ab März 2014 wurden die Steuersätze erhöht:
- Für Pkw je Kilowatt der um 24 kW verringerten Leistung des Verbrennungsmotors
  - für die ersten 66 kW 0,62 Euro,
  - für die weiteren 20 Kilowatt um 0,66 Euro
  - für die darüber hinausgehenden Kilowatt um 0,75 Euro,

mindestens um 6,20 Euro.
Für mit einem „Fremdzündungsmotor“ ausgestattete Pkw und Kombi, die vor 1987 erstmals im Inland zum Verkehr zugelassen wurden, erhöht sich die motorbezogene Versicherungssteuer um 20 %, wenn das Kfz vorgeschriebene Schadstoffgrenzwerte nicht einhält.